# اقاقیان
اقاقیان (نام علمی: Robinieae) نام یک تبار از زیرخانواده باقالی‌ها است.